# Ruth-Gaby Vermot-Mangold

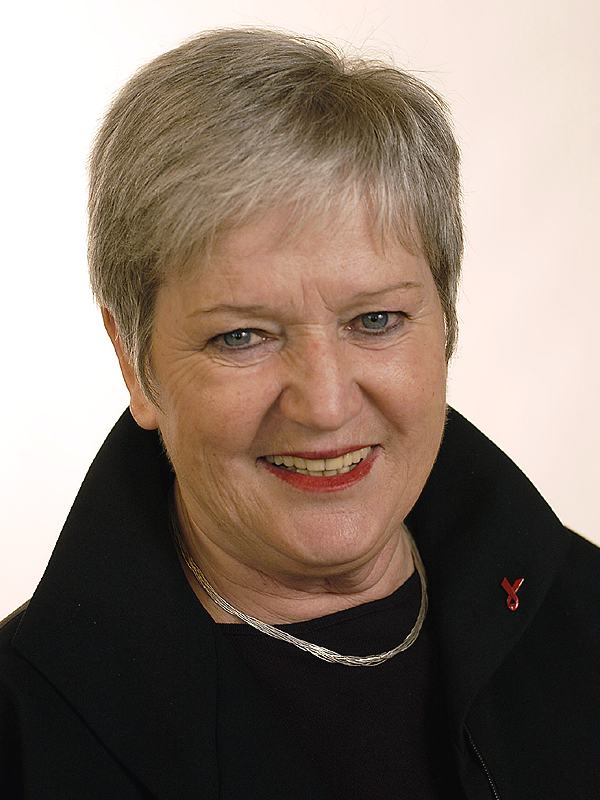
Ruth-Gaby Vermot-Mangold

Ruth-Gaby Vermot-Mangold (* 11. März 1941 in Solothurn) ist eine Schweizer Politikerin (SP).

## Leben
Ruth-Gaby Vermot-Mangold promovierte in Ethnologie und Soziologie. Sie war zwischen 1986 und 1999 im Stadtrat (Legislative) der Stadt Bern, 1990 bis 1995 im Grossen Rat des Kantons Bern und 1995 bis 2007 im Nationalrat.
Sie war u. a. Initiantin und Präsidentin des Vereins 1000 Frauen für den Friedensnobelpreis 2005 und ist als Mitinhaberin eines Beratungsbüros in den Fachbereichen Organisationsentwicklung, Führung und Kommunikation als Beraterin aktiv.